# Jack, investigatore privato
Jack, investigatore privato (Private Eye) è una serie televisiva statunitense in 12 episodi andati in onda per la prima volta nel corso di una sola stagione dal 1987 al 1988 sulla rete NBC.
La serie fu interrotta dalla NBC a metà della prima e unica stagione, dopo il dodicesimo episodio, a causa delle proteste per la violenza di alcune scene. La serie è originata dal film per la TV del 1987 L'occhio privato.

## Trama
Nella Los Angeles degli anni cinquanta il detective privato Jack Cleary, ex poliziotto, segue diverse indagini, dagli omicidi alle scomparse di persone fino ad episodi di stalking ai danni di un agente di Hollywood (nono episodio). Egli è affiancato dall'ex collega, il tenente Charlie Fontana, e dall'amico Johnny.

## Personaggi
- Jack Cleary, interpretato da Michael Woods, investigatore privato
- Tenente Charlie Fontana, interpretato da William Sadler, ex collega di Jack nella polizia.
- Dottie, interpretata da Lisa Jane Persky, segretaria dell'ufficio di Jack.
- Johnny Betts, interpretato da Josh Brolin, aiuta Jack nelle indagini.
- Blonde, interpretata da Patti Negri.

## Episodi
| Stagione       | Episodi | Prima TV originale |
| -------------- | ------- | ------------------ |
| Prima stagione | 12      | 1987-1988          |